# Ikukwa
Ikukwa ist ein Verwaltungsbezirk (Ward) des Distrikts Mbeya in der gleichnamigen tansanischen Region Mbeya.

## Geografie
Ikukwa liegt im Südwesten von Tansania an den nördlichen Abhängen des Mount Mbeya, etwa 50 Kilometer vom Rukwasee entfernt. Der Bezirk hat eine Fläche von 106,3 Quadratkilometern und bei der Volkszählung 2022 lebten hier 7268 Menschen in 2037 Haushalten.

## Gliederung
Der Bezirk besteht aus zwei Gemeinden (Mtaa) mit 24 Orten (Kitongoji):
| Ikukwa - Ikukwa - Jua kali - Kariakoo - Mdonya - Kiwanja - Ujamaa - Unguja - Mbuwi - Ukwaheri - Itende juu - Shongo - Zongo - Itende Kati - Itende Kati | Simboya - Inyala - Shokwa - Magomeni - Manzese - Ostabay - Kulasini - Maji moto - Wanga - Simboya - Itombi |

## Wirtschaft und Infrastruktur
- Bildung: Die weiterführende Schule in Ikukwa bildet Jugendliche bis zur 6. Stufe aus.[6]
- Gesundheit: Das 2020 eröffnete Gesundheitszentrum in Ikukwa führt auch kleinere chirurgische Eingriffe durch.[7][8]